# Radio 1160
Radio 1160 (1160 Radio Noticias durante su etapa informativa) es una emisora de radio peruana, propiedad del Grupo Panamericana de Radios. El nombre de la estación hace honor a la frecuencia original desde donde comenzó sus emisiones, los 1160 kHz de la banda AM de Lima, las cuales terminaron en 2006 (junto con su emisión en FM).
Desde 2010, transmite solamente por internet. Su programación es musical y se compone de canciones de rock, techno y pop en inglés en español de los años 1980 y 1990, junto con baladas en español.

## Historia

### Primeros años
Sus orígenes se remontan hacia 1956, cuando comenzó a emitir en Lima en la frecuencia de 1160 AM kHz, que fue emitida anteriormente por la desaparecida Radio Callao desde 1940. Su programación estaba compuesta de programas de noticias nacionales, internacionales y miscelánea. Perteneció a Augusto Belmont Bar hasta 1968, que a su vez era propietario de Radio Atalaya y Radio Excélsior. Tiempo después, Atalaya y 1160 pasarían a ser controladas por su hermano, quien decide vender las emisoras a la familia Zavala (quienes serían después dueños también de Radiomar). 
Ya en los años 1960, Radio 1160 empieza a transmitir programación musical compuesta por rock en inglés y música preferida dirigida hacia los jóvenes de la época (baladas, pop, disco, merengue, eurodance, etc.).
En 1978, la emisora inicia sus emisiones en la banda FM, en la frecuencia 98.1 MHz de Lima. En 1986 la Empresa Radiodifusora 1160 saca su propio canal de televisión, Stereo 33 (a partir de 1989 Canal 13/Global Televisión).
A fines de 1990, los Zavala vendieron 1160 a Radio Panamericana. Como resultado, la estación cambia su programación para emitir rock y pop del momento bajo su eslogan «Al rojo vivo». Al año siguiente, retira los géneros y los reemplaza por baladas en español. Sin embargo, ninguno de estos cambios lograron aumentar la audiencia de la emisora. En ese mismo año, Radio 1160 deja de emitir programación musical y pasa a ser una emisora de noticias. Por ende, cambia de nombre a 1160 Radio Noticias. Sin embargo, en el 2000 se confiscaron los equipos de la radio tras un pleito judicial, que generó críticas del Comité de Protección a los Periodistas. Meses después en 2001, continuó sus operaciones con un convenio entre 1160 y CNN en Español. Contó en ese entonces a Zenaida Solís, antigua imagen de CPN.
Salió del aire a mediados de 2006 por la baja audiencia que tenía en los últimos años, tanto por AM como por FM. Fue reemplazada por Radio Onda Cero.

### Relanzamiento
En 2010, Grupo Panamericana de Radios decide relanzar la estación por internet. Su programación se compone de canciones de pop y rock de los años 1980 y 1990 en inglés y en español. El 4 de enero de 2019, la emisora agrega canciones de techno, pop, rock en español y baladas en español.

## Frecuencias

### Anteriores
- Lima - 98.1 FM / 1160 AM
- Trujillo - 88.5 FM
- Piura - 88.7 FM
- Huaraz - 90.9 FM
- Huanuco - 102.5 FM
- Pucallpa - 92.3 FM
- Arequipa - 100.5 FM
- Cajamarca - 101.9 FM
- Ica - 102.1 FM
- Juliaca - 102.7 FM
- Tumbes - 98.9 FM
- Chiclayo - 103.7 FM
- Talara - 94.1 FM
- Ilo - 90.3 FM
- Moquegua - 93.3 FM
- Moyobamba - 107.7 FM
- Nazca - 92.7 FM
- Tarapoto - 91.1 FM

## Reconocimientos
1160 fue reconocida con la medalla de oro por la municipalidad de Breña en 1957.